# Ріу-Калду
Ріу-Калду (порт. Rio Caldo; МФА: [ˈʁi.u ˈkaɫ.du]) — парафія в Португалії, у муніципалітеті Терраш-де-Бору. Розташована в північно-західній частині країни, на теренах історичної португальської провінції Дору-Міню. Входить до складу округу Брага. За адміністративним поділом, чинним до 1976 року, терени парафії були складовою провінції Міню. Належить до Бразької архідіоцезії Католицької церкви. Патрон — Іван Хреститель. Площа — 13,9537 км². Населення — 892 ос. (2011). Слабо урбанізований регіон. Густота населення — 63,93 осіб/км²
. Код — 031013.

## Населення
| Кількість мешканців | Кількість мешканців | Кількість мешканців | Кількість мешканців | Кількість мешканців | Кількість мешканців | Кількість мешканців | Кількість мешканців | Кількість мешканців | Кількість мешканців | Кількість мешканців | Кількість мешканців | Кількість мешканців | Кількість мешканців | Кількість мешканців |
| ------------------- | ------------------- | ------------------- | ------------------- | ------------------- | ------------------- | ------------------- | ------------------- | ------------------- | ------------------- | ------------------- | ------------------- | ------------------- | ------------------- | ------------------- |
| 1864                | 1878                | 1890                | 1900                | 1911                | 1920                | 1930                | 1940                | 1950                | 1960                | 1970                | 1981                | 1991                | 2001                | 2011                |
| 805                 | 839                 | 847                 | 909                 | 945                 | 920                 | 1 057               | 1 258               | 1 286               | 1 284               | 1 344               | 1 243               | 1 189               | 993                 | 892                 |